# Arroyo Tararira
El arroyo Tararira es un curso de agua ubicado en la provincia de Misiones, Argentina que desagua en el río Uruguay.
El mismo nace  en las estribaciones bajas de la sierra de Misiones, cerca de la localidad  de Alta Unión, departamento 25 de Mayo, y que con rumbo sur se dirige hasta desembocar en el río Uruguay cerca de la localidad de Puerto Londero, departamento 25 de Mayo.
- Datos: Q5705966